# 千鹿頭神
千鹿頭神（ちかとのかみ、ちかとうのかみ）は長野県を初め、東日本（甲信・北関東・南東北地方）の民間信仰の神。

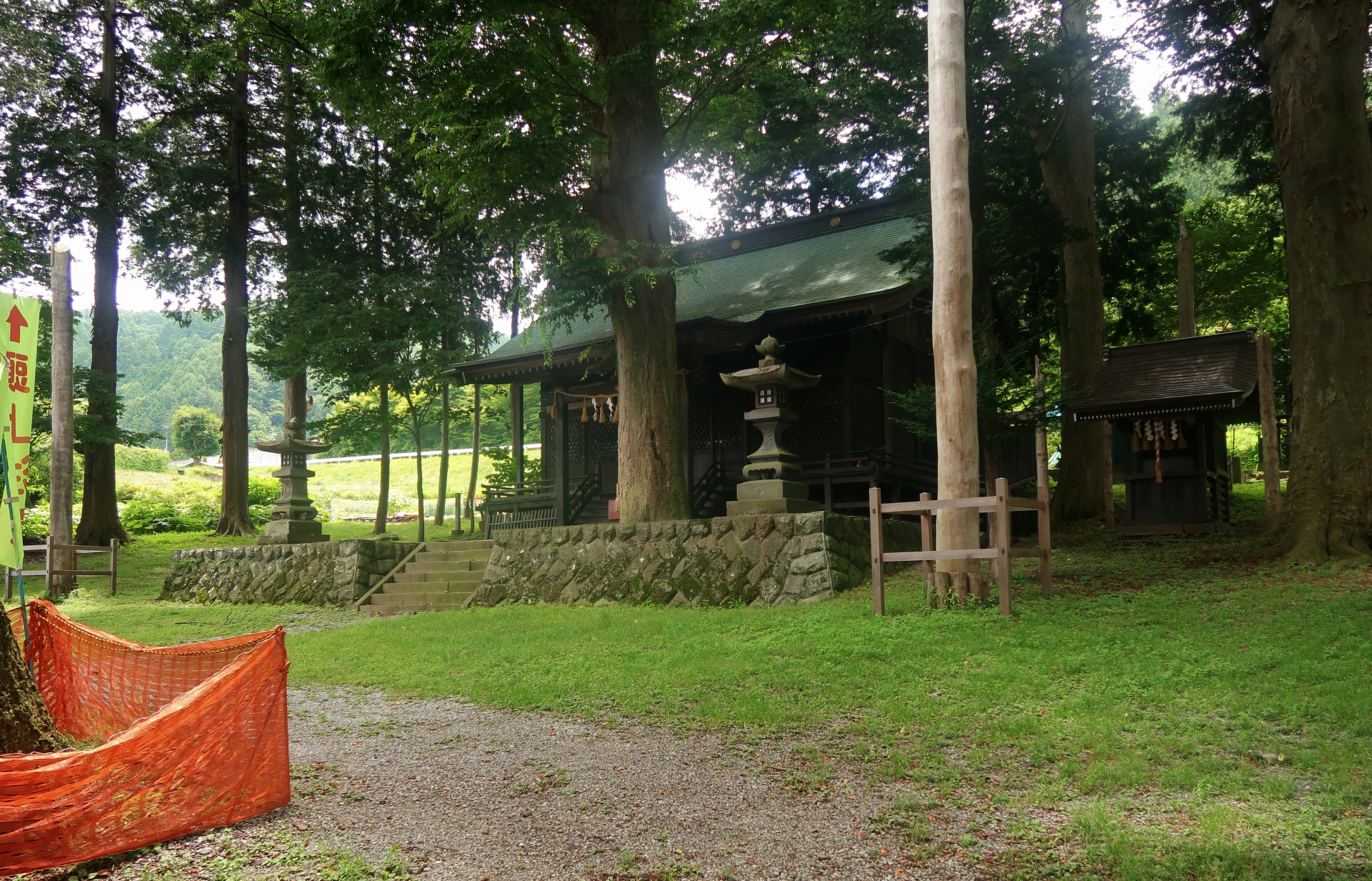
千鹿頭神社　旧豊田村（諏訪市豊田有賀）

## 概要

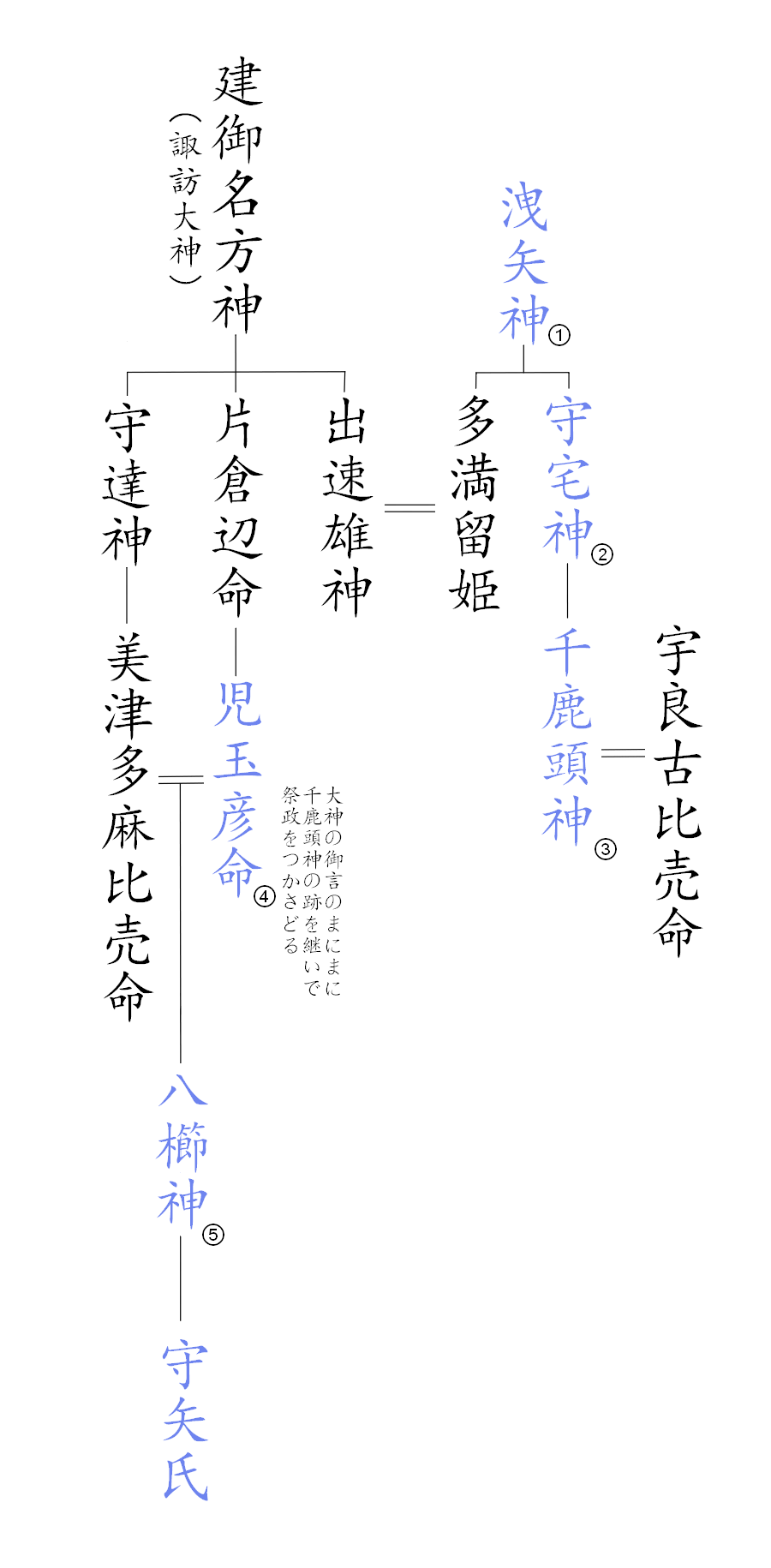
『守矢氏系譜』における守矢氏の最初の五代
（洩矢神から八櫛神まで）

諏訪地方の民間伝承（諏訪信仰）においては洩矢神の御子神、孫神、あるいはその異名とされる。建御名方神の御子神の内県神と同視されることもある。
明治初期に成立した『神長守矢氏系譜』によれば、守宅神（洩矢神の息子）の子であり、祭政を受け継ぐ守矢氏の3代目に数えられる。名前は守宅神が鹿狩りをした時に1,000頭の鹿を捕獲したことから由来するといわれている。
守宅神、生まれて霊異幹力あり、父に代りて弓矢を負ひ、大神に従ひ遊猟し、千の鹿を得る。一男有りて、これを名つけて千鹿頭神と曰ふ。
千鹿頭神、継ぎて祭政を主（）る。（中略）
古代神楽歌
千鹿頭ノ キタノハヤシノ ススムシワ ススムシワ ヤチヨノコヱテ ツネニタイセヌ
千鹿頭ノ明神 シヤウシウレシト ヲホスラン ヲホスラン ユキタタイマノ 花ノキヨメヨ
千鹿頭の社 諏訪郡の内鎮座有賀・上原・埴原田・横吹・休戸、東筑摩郡神田・林両所に於て祭る。同地宇良古山（）に鎮坐す。往古は郡内三十余村の祭神なり。后神を宇良古比売命と云ふ。口碑に伝ふ由、同地に命の社あり。
児玉彦命、大神の御子片倉辺命の御子なり。大神の御言の随（）に、千鹿頭神の跡を継ぎて祭政を主る。守達神の御子・美都多麻比売神を娶りて、八櫛神を生む。
『系譜』では宇良古比売を娶って、宇良古山（現在の松本市神田）に移ったというが、これは千鹿頭神が諏訪から追放された、あるいは自ら離れたことを示唆していると考えられている。千鹿頭神の跡継ぎが建御名方神の孫神となっているのは、諏訪地方に進入した神氏（神話上の建御名方神とその子孫）が土着勢力の祭祀を肩代わりしたことを意味するという見解もある。
外来の千鹿頭神が在地の娘と結婚したという伝承は松本だけでなく、他所にも見られる。有名な話では、信州から赤城山にやって来た「ちかと神」が赤城神の妹を娶ったというのがある。

## 信仰
ミシャグジ信仰の分布を研究した今井野菊によると、千鹿頭社は長野県（13社）のほかに山梨県（8社）、埼玉県（12社）、群馬県（20社）、栃木県（12社）、茨城県（7社）といった関東から東北の福島県（15社）にまである。「千鹿頭」のほかに、「千賀多」「千方」「千勝」「近津」「近戸」「近外」「血方」「血形」「智方」「智勝」「智賀都」「地勝」「親都」など多数の表記があり、発音も「ちかた」「ちかつ」「ちかと（う）」などが見られる。
山岳地帯（八ヶ岳、榛名山、赤城山、男体山、八溝山）沿いに移動したように見えることが特徴であり、狩猟に長けた山人集団（いわゆる洩矢族の末裔）の東進によって広まったという説がある。狩猟の神として祀られていたということから、ミシャグジ信仰や天白信仰と密接に関連していると思われる。今井の調査から、山梨・埼玉・群馬においてはミシャグジ社が千鹿頭社と重なっていることが分かる。
信州（諏訪）から来た狩猟の神のほか、農耕や火防（火伏せ）の神とする地域もあり、ミシャグジや天白神と同様に石棒を神体として祀るところもある。
なお、多くの神社には祭神が変わっており、長野県内ですら地域によって祭神が異なる。また、未踏査の社祠や地域があるため、謎の部分が未だに沢山ある。

### 主な神社

#### 甲信地方
- 神田千鹿頭神社・林千鹿頭神社（長野県松本市神田・里山辺）
- 千鹿頭神社（長野県諏訪市豊田有賀）
- 千鹿頭神社（長野県茅野市ちの上原）
- 千鹿頭神社（長野県茅野市米沢埴原田）
- 千鹿頭神社（長野県諏訪郡富士見町横吹）
- 千鹿頭神社（長野県上伊那郡辰野町樋口）
- 近津神社（長野県佐久市長土呂本宮）
- 知方神社（長野県下伊那郡阿南町大字西条）
- 近戸神社（山梨県韮崎市清哲町）
- 近戸神社（山梨県甲府市高町）

#### 関東地方
- 大胡神社（旧近戸神社）（群馬県前橋市河原浜町）
- 近戸神社（群馬県前橋市粕川町）
- 近戸神社（群馬県前橋市笂井町）
- 親都神社（群馬県吾妻郡中之条町）
- 千方神社（埼玉県加須市）
- 千勝社（埼玉県久喜市上早見）
- 千勝神社（埼玉県久喜市本町）
- 千勝神社（埼玉県久喜市吉羽）
- 千形神社（埼玉県熊谷市本町）
- 智賀都神社（栃木県宇都宮市徳次郎町）
- 智方神社（栃木県小山市武井）
- 血方神社 （栃木県小山市田間）
- 近津神社（茨城県久慈郡大子町）
- 千勝神社（茨城県つくば市泊崎）

#### 東北地方
- 都都古和氣神社  (福島県東白川郡棚倉町棚倉)
- 都々古別神社 (福島県東白川郡棚倉町八槻)
- 久来石神社（千勝神社）（福島県岩瀬郡鏡石町久来石）